# فرنسيس غوردون
فرنسيس غوردون (بالإنجليزية: Francis Gordon)‏ (20 يناير 1808 - 26 يونيو 1857) هو لاعب كريكت بريطاني (وحمل سابقاً جنسية المملكة المتحدة لبريطانيا العظمى وأيرلندا). لعب مع نادي مارليبون للكريكت ‏ ونادي جامعة كامبريدج للكريكيت ‏.